# Toy Story Toons: Hawaiian Vacation
Toy Story Toons: Hawaiian Vacation (Brasil: Férias no Havaí / Portugal: Férias Havaianas) é um curta-metragem de animação da Pixar dirigido por Gary Rydstrom. O curta passa nos cinemas antes do filme Carros 2 e também foi incluído no Disney Blu-ray e Disney DVD desse mesmo filme. O curta tem 5:55 minutos de duração.

## Sinopse
Bonnie está indo viajar para o Havaí. Ken e Barbie se escondem na mochila escolar de Bonnie para ir junto, mas ela não leva sua mochila escolar para as suas Férias então Ken e Barbie ficam tristes. Buzz, Woody e o resto dos brinquedos tentam fazer Ken e Barbie se sentirem no Havaí, mas infelizmente não dá certo, então os dois fazem seu encontro fora da casa onde está nevando, mas eles afundam na neve.